# Zhou Brothers
Zhou Brothers sind ein Künstlerduo, das aus den beiden Brüdern Shan Zuo Zhou und Da Huang Zhou besteht. Insbesondere durch ihre Kombination von östlicher und westlicher Ästhetik erlangten sie internationale Bekanntheit.

## Biografie und Ausbildung
Shan Zuo Zhou wurde 1952, Da Huang Zhou 1957 in Guangxi, China geboren. Von 1978 bis 1982 studierten sie an der Shanghai-Universität für Theater und Kunst, in den Jahren 1983 bis 1984 dann an der Nationalakademie für Kunst und Handwerk in Peking, an der sie ein Diplom in freier Malerei und Freskenmalerei erwarben.

## Kunstschaffen
Die Arbeitsweise der Zhou Brothers zeichnete sich dadurch aus, dass sie alle ihre Werke gemeinsam erarbeiteten. Diesen Prozess beschreiben sie als Zustand von simultaner Meditation und Kommunikation.
Neben Gemälden und Drucken stellten sie auch Skulpturen her. Dabei griffen sie auf eine Reihe unterschiedlichster Materialien zurück, darunter häufig Öl, Kohle, Sand, Holz, Bronze, Blei und Seide.
Darüber hinaus trat das Künstlerduo immer wieder mit öffentlichen Malperformances in Erscheinung – beispielsweise im Rahmen des Weltwirtschaftsgipfel 2000 im schweizerischen Davos. 2008 waren sie mit ihrer Performance „Wisdom of Energy“ zu Gast bei den Vereinten Nationen in New York.

## Einzelausstellungen (Auswahl)
- 1984: Art Museum Guangxi, China
- 1985: National Art Museum of China, Beijing
- 1985: Art Museum Nanjing, China
- 1985: Art Museum Shanghai, China
- 1985: Art Museum Guilin, China
- 1994: Kunsthalle Darmstadt
- 1995: Portland Art Museum, Portland/Oregon
- 1995: Museum Ludwig, Budapest
- 2004: Chicago Cultural Center
- 2004: Elmhurst Art Museum
- 2007: National Art Museum of China, Beijing
- 2008: Rockford Art Museum

## Auszeichnungen (Auswahl)
- 1985: National prize of the Chinese Avant-Garde of the Ministry of Culture, Beijing, China
- 1985: Prize for Creativity, Peace Corps of the United Nations, Beijing, China
- 1986: 1st Prize "Springfield Art League", 69, National Exhibition, USA
- 1996: Kunstpreis der Heitland Foundation 1996, Celle, Germany
- 2004: American Immigrant Achievement Award, American Immigration Law Foundation
- 2006: Lincoln Award, Lincoln Academy, IL
- 2006: Golden Lion Award, Chicago, IL
- 2008: Distinguished Artist Award, United Nations, New York, NY
- 2011: An invitation to the White House from President Obama and President Hu Jintao of China for the presentation of the State gifts
- 2011: Honorary professors of National University of Guangxi, China
- 2011: Honorary professors of Guangxi University, Guangxi, China